# WWE Extreme Rules (2021)
Extreme Rules 2021 war eine Wrestling-Veranstaltung der WWE, die als Pay-per-View auf dem WWE Network und dem Streaming-Portal Peacock ausgestrahlt wurde. Sie fand am 26. September 2021 in der Nationwide Arena in Columbus, Ohio, Vereinigte Staaten statt. Es war die 13. Austragung von WWE Extreme Rules seit 2009. Die Veranstaltung fand zum ersten Mal in Ohio statt.

## Hintergrund
Im Vorfeld der Veranstaltung wurden sechs Matches angesetzt. Diese resultierten aus den Storylines, die in den Wochen vor dem Pay-Per-View bei Raw und SmackDown, den wöchentlichen Shows der WWE, gezeigt wurden.
Das ursprünglich angesetzte Match für die WWE Championship zwischen Bobby Lashley und Randy Orton wurde bei der Raw-Ausgabe vom 13. September 2021 ausgestrahlt. Dies wurde aufgrund es Quotenkampfes gegen AEW umgesetzt.

## Ergebnisse
| Matchart                                                  |                                                   |             |                                                   | Zeit  |
| --------------------------------------------------------- | ------------------------------------------------- | ----------- | ------------------------------------------------- | ----- |
| Singles-Match Pre-Show-Match                              | Liv Morgan                                        | bes.        | Carmella                                          | 7:52  |
| Six-Man-Tag-Team-Match                                    | The New Day Big E, Kofi Kingston und Xavier Woods | bes.        | Bobby Lashley, AJ Styles und Omos                 | 18:13 |
| Tag-Team-Match um die SmackDown Tag Team Championship     | The Usos Jimmy Uso und Jey Uso (C)                | bes.        | The Street Profits Angelo Dawkins und Montez Ford | 13:46 |
| Triple-Threat-Match um die Raw Women’s Championship       | Charlotte Flair (C)                               | bes.        | Alexa Bliss                                       | 11:26 |
| Triple-Threat-Match um die WWE United States Championship | Damian Priest (C)                                 | bes.        | Sheamus und Jeff Hardy                            | 13:19 |
| Singles-Match um die SmackDown Women’s Championship       | Bianca Belair                                     | bes. via DQ | Becky Lynch (C)                                   | 17:27 |
| Extreme-Rules-Match um die WWE Universal Championship     | Roman Reigns (C)                                  | bes.        | Finn Bálor                                        | 19:45 |

| Funktion      | Name            |
| ------------- | --------------- |
| Kommentatoren | Byron Saxton    |
| Kommentatoren | Pat McAfee      |
| Kommentatoren | Jimmy Smith     |
| Kommentatoren | Corey Graves    |
| Kommentatoren | Michael Cole    |
| Pre-Show      | Kayla Braxton   |
| Pre-Show      | Peter Rosenberg |
| Pre-Show      | JBL             |
| Pre-Show      | Kevin Patrick   |
| Pre-Show      | Booker T        |
| Pre-Show      | Sonya Deville   |
| Ringansager   | Mike Rome       |
| Ringansager   | Greg Hamilton   |

## Besonderheiten
- Sasha Banks kehrte zurück und griff in das SmackDown Women’s Championship ein. Becky Lynch verteidigte hierdurch den Titel.